# Abdelwahab Meddeb
Abdelwahab Meddeb (Predefinição:Lang-aeb; 17 de Janeiro de 1946 – 5 de novembro de 2014) foi um poeta, romancista, ensaísta, tradutor, editor, crítico cultural, comentador político, radialista, intelectual francês; e professor de literatura comparada na Universidade de Paris X-Nanterre.

## Biografia e carreira
Meddeb nasceu em Tunes, na Tunísia Francesa, em 1946, em um  ambiente letrado e patrício. A origem de sua família vão de Trípoli e Iêmen no lado de sua mãe, à Espanha e ao Marrocos no lado de seu pai. Criado em uma tradicional família Muçulmana Norte-Africana, Meddeb começou a aprender o Alcorão, com a idade de quatro anos, com seu pai, Sheik Mustapha Meddeb, um estudioso da lei Islâmica no Zitouna, a grande mesquita e a universidade de Tunes. Aos seis anos, ele começou sua educação bilíngue na escola Franco-árabe que fazia parte do famoso Colégio Sadiki. Assim começou sua trajetória intelectual nutrida, na adolescência, pelos clássicos de duas línguas: árabe e francês e literaturas Europeias.
Em 1967, Meddeb mudou-se para Paris para continuar seus estudos universitários na universidade de Sorbonne em história da arte. Ele viveu lá desde então, viajando o mundo como um poeta, escritor, tradutor, crítico cultural, assistente convidado, scholar-in-residence e professor.
Em 1970-72, colaborou no dicionário Petit Robert: Des Noms Propres, trabalhando em entradas sobre o Islã e a história da arte. De 1974-1987 ele era um consultor literário da Sindbad publicações, ajudando a introduzir o público francês, a leitura dos clássicos do árabe e do persa, bem como os grandes escritores Sufi. Professor visitante na Universidade de Yale e a Universidade de Genebra, Meddeb foi professor de literatura comparada, desde 1995, na Universidade de Paris X-Nanterre. Entre 1992 e 1994, ele foi co-editor da revista Intersignes, e, em 1995, ele criou sua própria revista, Dédale, produzindo, ao mesmo tempo obras de ficção, poesia e tradução. O seu primeiro romance, Talismano, foi publicado em Paris, em 1979 e tornou-se rapidamente um dos textos fundadores da vanguarda pós-colonial ficção em francês.
Depois de 9/11 o trabalho de Meddeb é auto-descrito como "dupla genealogia," tanto a Ocidental e a Islâmica; o francês e o árabe, incluído uma urgente dimensão política. Um crítico ferrenho do fundamentalismo Islâmico, ele lamentou a ascensão do fascismo Islâmico, o que ele observou que foi  dado tanto pela exploração dos tradicionais valores Islâmicos e pela glorificação de ditadores totalitários que procuraram "para colonizar o último canto da vida privada...e que o sonho de exterminar toda a setores da população" (em oposição a autoritários, ditadores, cujo principal objetivo é preservar a sua própria energia.) Meddeb, então, era um acérrimo defensor de secularismo "("la laïcité") no Iluminismo francês tradição, como o necessário fiador da democracia, que seria conciliar o Islã com a modernidade. Seus vigilantes ponto de vista derivada a partir do que ele chamou de o "entre-espaço" ("l'entre deux") que ele ocupada como um escritor Norte-Africano, com sede na França, e da responsabilidade de ser um intelectual público. Sua erudita histórico e cultural análises de eventos do mundo levou a muitas publicações, entrevistas de rádio e comentários. Seus cuidadosamente pesquisadas e bem-argumentou estudo de 2002, La Maladie de l''Islam (traduzido e publicado em inglês como A Doença do Islã) traça o histórico e a riqueza cultural de medieval, a civilização Islâmica e a sua posterior queda. Resultante da postura, "inconsolável na sua miséria", escreve Meddeb, deu a raiz para o moderno, o fundamentalismo Islâmico, fato comprovado pela modernos estados Árabes " em anexo para o arcaico, maniqueísta leis de "oficial do Islã." O livro também explora as consequências trágicas do Oeste da exclusão do Islã.

## Prêmios Literários
2002 – Prémio de François Mauriac, La Maladie de l''Islam2002 – Prémio Max Jacob, Matière des oiseaux2007 – Prémio international de littérature francófonos Benjamin Fondane – Contre-prêches

### Livros traduzidos para o Inglês
A Doença do Islã.  New York: Basic Books, 2003. Trans. Pierre Joris e Ann Reid ISBN 0-465-04435-20-465-04435-2
O islã e os Seus Descontentamentos.  London: Heinemann, 2004.(Edição Britânica)
Tombeau de Ibn' Arabi e Branco Atravessa.  Com um posfácio por Jean-Luc Nancy. Trans. Charlotte Mandell. Nova York: Fordham University Press. 2009.
Talismano.  Traduzido e Introdução por Jane Kuntz. Dalkey Archive Press, Champaign, illinois: University of Illinois Press, 2011
O islã e o Desafio de civilização.Traduzido por Jane Kuntz, Nova York, Fordham University Press, 2013
"Uma História de Judeus e Muçulmanos Relações - Das Origens até o Presente Dia", co-dirigido com Benjamin Stora, New Jersey, Princeton University Press, 2013

### Poemas e entrevistas
(em periódicos, on-line, e em coleções)
- Abdelwahab Meddeb. "O islã e os seus Descontentes: Uma Entrevista com Frank Berberich ," em outubro de 99, Inverno de 2002, pp.  3-20, Cambridge: MIT, trans. Pierre Joris.

(Todas as traduções abaixo por Charlotte Mandell)
- Abdelwahab Meddeb, "O Estranho Em," em Cerise Prima, Verão de 2009, on-line:[6]
- Abdelwahab Meddeb, "No Túmulo de Hafiz," A Moderna Análise, Inverno 2006, Vol. II, número 2, pp.  15-16.
- Maram al Massri, "em Cada noite, as aves dormir na sua solidão" e Abdelwahab Meddeb, "Vagando" O Cúirt Anual de 2006, publicado pela Cúirt Festival Internacional de Literatura, Galway, de abril de 2006, pp.  78-80.
- Abdelwahab Meddeb, "California maçã com maçã não gosto" (poema), em Duas Linhas: A Revista de Tradução, XIII, publicado pelo Centro para a Arte da Tradução, 2006, pp.  188-191.73-80.
- Abdelwahab Meddeb, seleções de "Túmulo de Ibn Arabi," em Yale, Antologia do Século xx Poesia, ed. Mary Ann Caws, New Haven & London: Yale University Press, 2004, pp.  418-419.

## Filmografia
- "Miroirs de Tunis", de Raul Ruiz, dir. 1993.